# 사사바라역
사사바라역(일본어: 篠原駅, ささばらえき)은 일본 아이치현 도요타시에 있는 아이치 환상 철도선의 역이다. 역 번호는 17이다.

## 역 구조
언덕과 언덕 사이의 골짜기에 있는 고가역인 상대식 승강장 2면 2선의 구조이다. 개통 시에는 현재의 하행 본선만 있었고 단선 승강장 1면 1선의 구조였기 때문에 하행선이 일선 스루 구조가 되고 있어 본 역을 통과하는 상행 열차 중에는 하행 본선을 통과하는 것도 존재했었다. 하행 본선에는 안전 측선이 설치되지 않았다.
상하행 본선 어디에도 두 방향으로 출발 신호기가 설치되어 당역이 시,종착 열차의 설정이 가능하다. 그러한 정기 열차의 설정이 과거 단기간이면서 존재했었지만 최근에는 주로 도요타 시내의 각 역을 연결하는 임시 열차가 본 역과 기타노마스즈카역 구간에서 설정된 바 있다.
역 정면은 하행 승강장이며, 상행 승강장은 역 옆에 있는 고가 밑 도로를 돌아선 곳에 출입문이 있다. 에카쿠역과 무쓰나 역 역시 하루 종일 역무원이 배치되지 않은 무인역으로 역사는 설치되지 않았다.

## 역 주변
역 주변에 주택은 적다.
- 사사바라 공단
- 아이 폰 도요타 공장
- 타이호 공업 사사바라 공장
- 토요타 철공 사사바라 공장
- 나고야 그린 테니스 클럽
- 나고야 히로하타 골프 코스
- 선인의 암자 사토노모리 학교
- 나고야 상과대학
- 아이치 현립 닛신 고등학교
- 국도 제155호선・국도 제248호선(중복 구간)

## 역사
- 1988년 1월 31일: 영업 개시.
- 1999 ~ 2000년경: 승강장을 확장하여 1면 2선의 구조가 됨.

## 사진

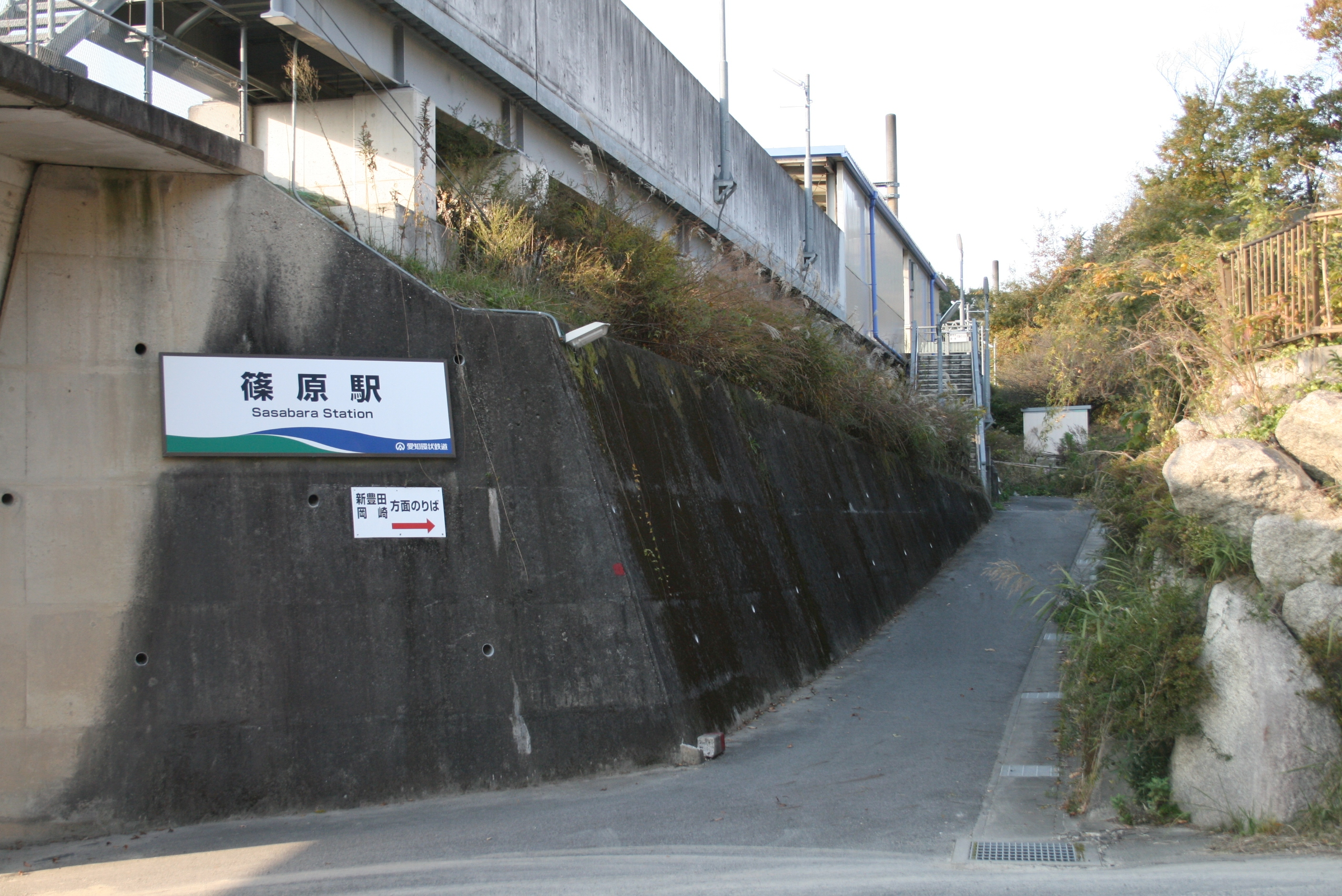
출입구

## 인접역
| 아이치 환상 철도 ■ 아이치 환상 철도선 | 아이치 환상 철도 ■ 아이치 환상 철도선 | 아이치 환상 철도 ■ 아이치 환상 철도선 |
| ------------------------------------- | ------------------------------------- | ------------------------------------- |
| 16 호미 오카자키 방면                 |                                       | 야쿠사 18 고조지 방면                 |